# Bangun Sari (Tanjung Lago)
Bangun Sari is een bestuurslaag in het regentschap Banyuasin van de provincie Zuid-Sumatra, Indonesië. Bangun Sari telt 3412 inwoners (volkstelling 2010).